# Пушной (Новосибирская область)
Пушно́й — посёлок в Черепановском районе Новосибирской области. Входит в состав Бочкаревского сельсовета.

## География
Площадь посёлка — 85 гектаров.

## История
В 1965 году указом Президиума Верховного Совета РСФСР посёлок центральной усадьбы зверосовхоза переименован в Пушной.

## Население
| 2002 | 2007  | 2010  |
| ---- | ----- | ----- |
| 1368 | ↗1487 | ↘1315 |

## Улицы
| - ул. Берёзовая, - ул. Ленина, - ул. Лесная, - ул. Луговая, | - ул. Мира, - ул. Молодёжная, - ул. Новая, - ул. Октябрьская, | - пер. Пионерский, - ул. Полевая, - ул. Садовая, - ул. Светлая, | - ул. Сибирская, - ул. Советская, - пер. Школьный, - ул. Шоссейная. |

## Инфраструктура
В посёлке по данным на 2007 год функционируют 1 учреждение здравоохранения и 2 учреждения образования.